# Jean Riolan Starszy

Generalis methodus medendi

Jean Riolan  Starszy  (ur. w Amiens w 1539, zm. w Paryżu w 1605) – francuski lekarz.
Ojciec Jeana Riolana Młodszego. Wykładał medycynę i anatomię na wydziale medycznym Uniwersytetu Paryskiego. W 1586 roku pełnił funkcję dziekana. Pozostawił po sobie wiele dzieł, przede wszystkim komentarzy na temat poglądów Hipokratesa oraz Ferneliusa. W 1640 r. wydał własną pracę na temat malarii pt. Tractatus de febribus.